# 拉沙佩勒圣梅曼
拉沙佩勒圣梅曼（法語：La Chapelle-Saint-Mesmin，法語發音：[la ʃapɛl sɛ̃ mɛmɛ̃]）是法国卢瓦雷省的一个市镇，位于该省西部，属于奥尔良区。

## 地理
拉沙佩勒圣梅曼（47°53'23"N, 1°50'23"E）面积8.96 平方千米，位于法国中央-卢瓦尔河谷大区卢瓦雷省，奥尔良市区西部，卢瓦尔河右岸，属于奥尔良城市圈的一部分。
与拉沙佩勒圣梅曼接壤的市镇（或旧市镇、城区）包括：安格雷、尚日、圣让德拉吕埃勒、圣普里韦-圣梅曼。
拉沙佩勒圣梅曼的时区为UTC+01:00、UTC+02:00（夏令时）。

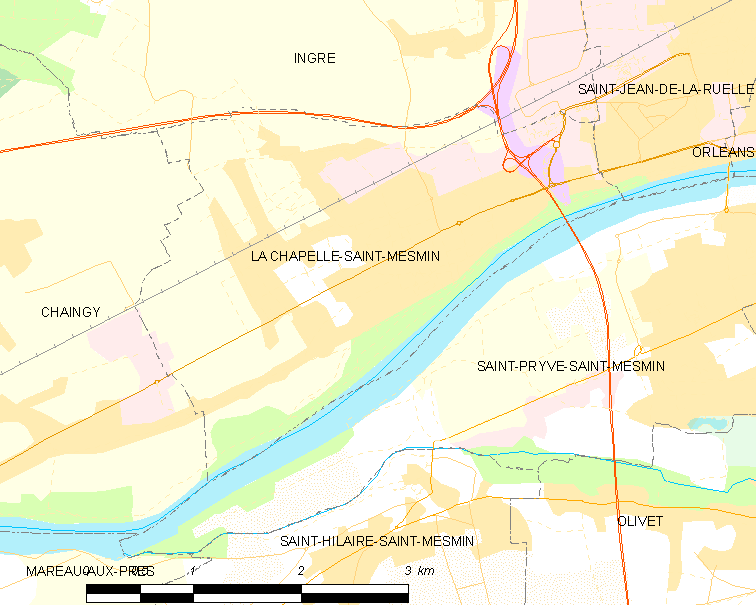
拉沙佩勒圣梅曼的OSM定位图

## 行政
拉沙佩勒圣梅曼的邮政编码为45380，INSEE市镇编码为45075。

## 政治
拉沙佩勒圣梅曼所属的省级选区为圣让德拉吕埃勒县。

## 交通
多条奥尔良市区公交线路经过拉沙佩勒圣梅曼境内。

## 人口

1962-2008年间拉沙佩勒圣梅曼人口变化图示

拉沙佩勒圣梅曼于2022年1月1日时的人口数量为10492人。